# عدد الجثث

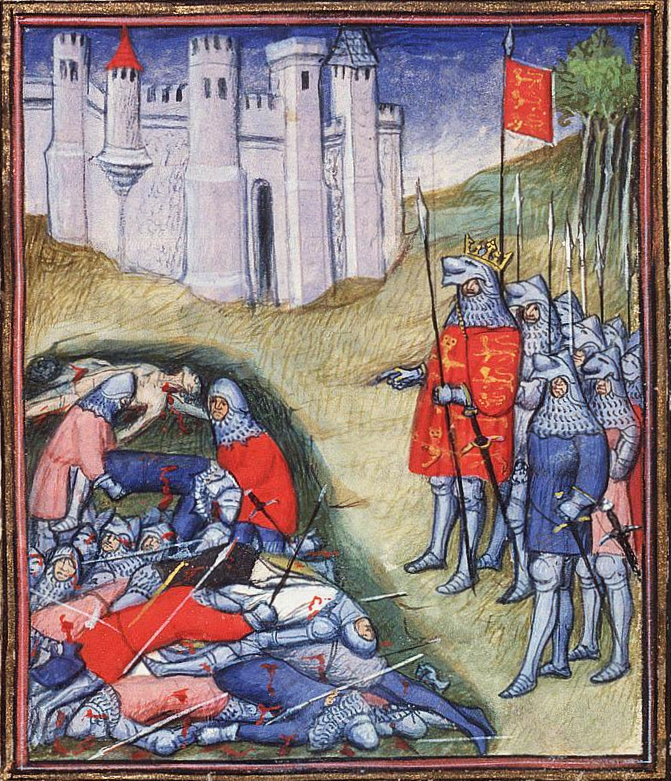
إدوارد الثالث يحصي القتلى بعد معركة كريسي

عدد الجثث هو العدد الإجمالي للأشخاص الذين قتلوا في حدث معين. في القتال، يعتمد عدد الجثث غالبًا على عدد القتلى المؤكدين، ولكن في بعض الأحيان يكون تقديرًا فقط. غالبًا ما يستخدم المصطلح للإشارة إلى القتال العسكري، ويمكن أن يشير المصطلح أيضًا إلى أي حالة تنطوي على عمليات قتل متعددة، مثل أعمال فرق الموت أو القتلة المتسلسلين.
يجمع الجيش هذه الأرقام لعدة أسباب، مثل تحديد الحاجة إلى استمرار العمليات وتقدير كفاءة أنظمة الأسلحة الجديدة والقديمة والتخطيط لعمليات المتابعة.

## الاستخدام العسكري
عدد الجثث لها تاريخ طويل في التخطيط والدعاية العسكرية.

### الإمبراطورية الساسانية
وفقًا لبروكوبيوس، عندما كان الفرس على وشك الانخراط في الحرب، يجلس الملك على العرش ويوضع أمامه العديد من السلال. يمر رجال الجيش على طول السلال واحدة تلو الأخرى، كل منهم يرمي سهمًا واحدًا في السلال، ثم يتم ختمها بختم الملك. عندما يعود الجيش إلى بلاد فارس، يأخذ كل رجل سهمًا، ويتم تحديد عدد الضحايا من خلال عدد الأسهم المتبقية.

### الهولوكوست
خلال المحرقة في روسيا، روسيا البيضاء أوكرانيا والمناطق الشرقية الأخرى، قامت الوحدات النازية بقياس تقدمها بإحصاء عدد القتلى.  وقد حدثت عمليات القتل هذه تحت ستار الحرب ضد الحزبيين، ولكن في الواقع كان عدد قليل من القتلى من أنصار الحركة. 

### حرب فيتنام
نظرًا لأن هدف الولايات المتحدة في حرب فيتنام لم يكن غزو فيتنام الشمالية بل ضمان بقاء الحكومة الفيتنامية الجنوبية، كان قياس التقدم أمرًا صعبًا. كانت كل الأراضي المتنازع عليها «محتلة» بالفعل. بدلاً من ذلك، استخدم الجيش الأمريكي إحصاء الجثث لإظهار أن الولايات المتحدة كانت تربح الحرب. كانت نظرية الجيش أن الفيتكونج والجيش الفيتنامي الشمالي سيخسران في نهاية المطاف بعد حرب الاستنزاف.
يقول المؤرخ كريستيان آبي إن «البحث والتدمير كانا التكتيك الأساسي؛ وكان عدد جثث العدو هو المقياس الأساسي للتقدم» في إستراتيجية الاستنزاف الأمريكية. كان البحث والتدمير مصطلحًا لوصف العمليات التي تهدف إلى طرد الفيتكونغ من المخابى، بينما كان عدد الجثث هو عصا القياس لنجاح العملية. يدعي آبي أن القادة الأمريكيين بالغوا في عدد الجثث بنسبة 100 في المائة. كانت هذه الطريقة مثيرة للجدل بسبب مسألتين. الأول يتعلق بإحصاء المدنيين العزل الذين قتلوا في العمليات كمقاتلين أعداء في منطقة إطلاق النار الحر  حيث تشير التقديرات إلى أن حوالي 220.000 مدني قتلوا في العمليات القتالية بين الولايات المتحدة / جيش جمهورية فيتنام خطئا باعتبارهم «العدو». قضية أخرى هي التضخيم   وتلفيق تعداد الجثث في التقارير، والتي قيل إنها أعطت أرقامًا كاذبة وغير دقيقة للضحايا الأعداء. 

### حرب العراق
في غزو العراق عام 2003، تبنى الجيش الأمريكي سياسة رسمية بعدم إحصاء القتلى. تم الإبلاغ على نطاق واسع عن تصريح الجنرال تومي فرانكس بأنه «لا نقوم بإحصاء الجثث». ادعى النقاد أن فرانكس كان يحاول فقط التهرب من الدعاية السيئة، بينما أشار المؤيدون إلى فشل إحصاء الجثث في إعطاء انطباع دقيق عن حالة الحرب في فيتنام. في نهاية أكتوبر 2005، أصبح علنًا أن الجيش الأمريكي كان يحصي القتلى العراقيين منذ يناير 2004 ولكن فقط أولئك الذين قتلوا على أيدي المتمردين وليس أولئك الذين قتلوا على يد القوات الأمريكية.

## فهرس
- بيورن، وايتمان وايد (2014). زحف إلى الظلام . مطبعة جامعة هارفارد. ردمك 9780674726604 .
- الكلية الحربية للجيش الأمريكي، دراسة حول الاحتراف العسكري، 1970